# Masauso Tembo
Masauso Tembo (né le 25 février 1978 en Zambie) est un joueur de football international zambien, qui évoluait au poste d'attaquant.

## Biographie

### Carrière en club
Au cours de sa carrière en club, il remporte notamment un championnat de Zambie et un championnat d'Angola.

### Carrière en sélection
Avec l'équipe de Zambie, il reçoit 28 sélections et inscrit 4 buts entre 1997 et 2000. 
Il figure dans le groupe des sélectionnés lors des Coupes d'Afrique des nations de 1998 et de 2000.
Il joue également deux matchs comptant pour les tours préliminaires de la coupe du monde, lors des éditions 1998 et 2002.

## Palmarès
| Zanaco - Championnat de Zambie (1) : - Champion : 2002. - Coupe de Zambie (1) : - Vainqueur : 2002. |  | Atlético Petróleos - Championnat d'Angola (1) : - Champion : 2009. - Supercoupe d'Angola : - Finaliste : 2009. |